# Municipio de Glenwood (condado de Mills)
El municipio de Glenwood (en inglés: Glenwood Township) es un municipio ubicado en el condado de Mills en el estado estadounidense de Iowa. En el año 2010 tenía una población de 6486 habitantes y una densidad poblacional de 119,75 personas por km².

## Geografía
El municipio de Glenwood se encuentra ubicado en las coordenadas 41°2′7″N 95°44′58″O / 41.03528, -95.74944. Según la Oficina del Censo de los Estados Unidos, el municipio tiene una superficie total de 54.16 km², de la cual 53.94 km² corresponden a tierra firme y (0.42%) 0.23 km² es agua.

## Demografía
Según el censo de 2010, había 6486 personas residiendo en el municipio de Glenwood. La densidad de población era de 119,75 hab./km². De los 6486 habitantes, el municipio de Glenwood estaba compuesto por el 96.95% blancos, el 0.57% eran afroamericanos, el 0.29% eran amerindios, el 0.42% eran asiáticos, el 0.06% eran isleños del Pacífico, el 0.66% eran de otras razas y el 1.05% pertenecían a dos o más razas. Del total de la población el 2.56% eran hispanos o latinos de cualquier raza.